# Teus van Hoogevest
Teunis (Teus) van Hoogevest (Amersfoort, 16 maart 1915 - aldaar, 3 januari 2005) was een Nederlands architect. Hij was de zoon van architect Gijs van Hoogevest (1887-1968), wiens vader ook Teus heette.
Teus van Hoogevest volgde de opleiding bouwkunde aan de Technische Hogeschool in Delft, waar hij vooral door MJ Granpré Molière werd beïnvloed.
Na het afronden van zijn studie kwam hij in 1943 op het bureau van zijn vader, waar overigens in die tijd vanwege de oorlog weinig bouwopdrachten binnenkwamen. Na 1945 kregen de architecten des te meer opdrachten, aanvankelijk vooral voor bouw en herbouw van kerken. In 1952 nam Teus de leiding van het architectenbureau over. Later nam zijn zoon Gijsbert van Hoogevest (1951) de directie over.
Bekende gebouwen van T. van Hoogevest zijn:
- Corderius Lyceum, tegenwoordig Corderius College, in Amersfoort (1957)
- Adventkerk in Amersfoort (1962)
- Rehobothkerk in Zeist (met Piet Wassink, 1971)

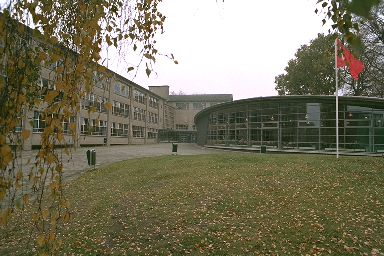
Corderius College (Amersfoort)
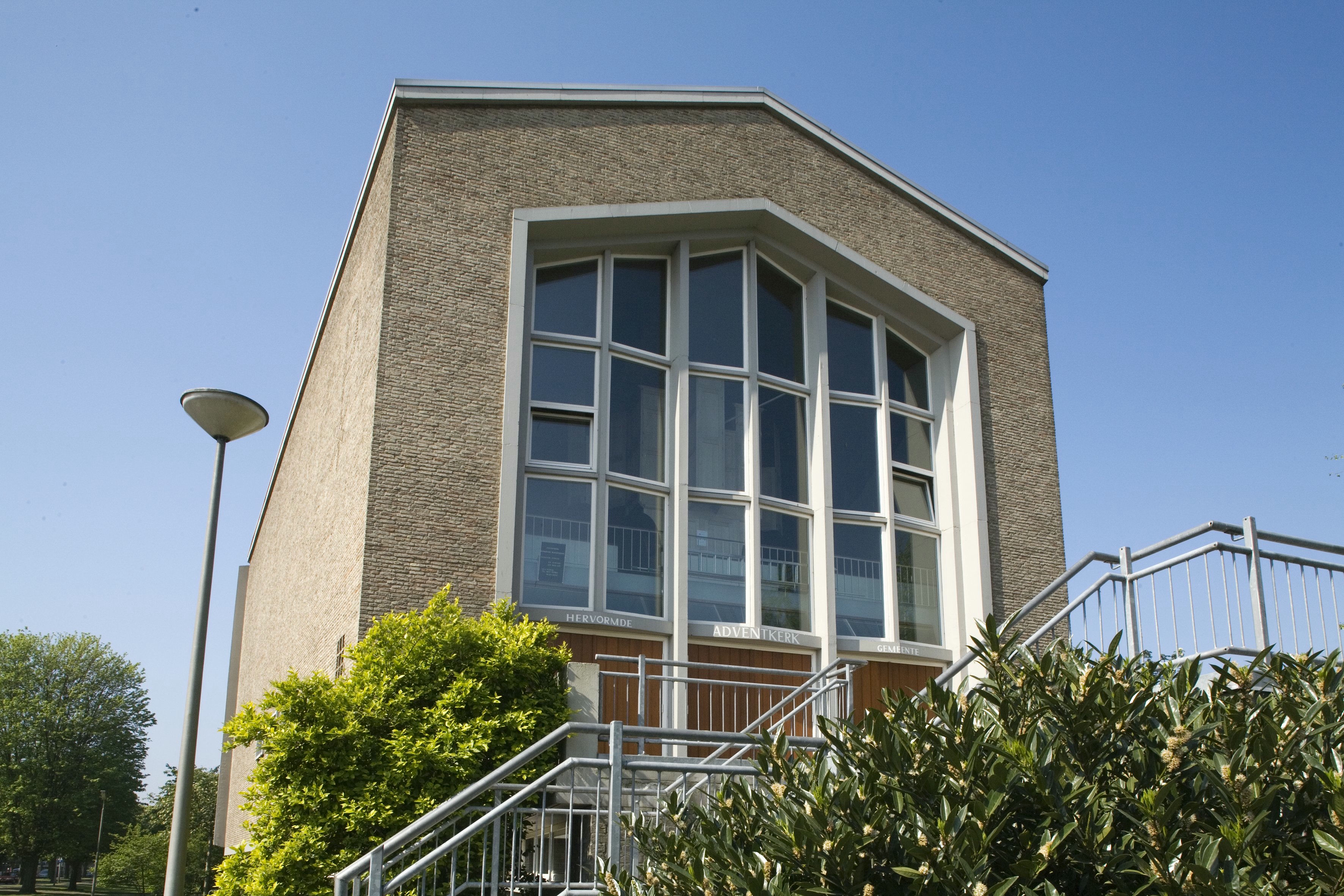
Adventkerk (Amersfoort)
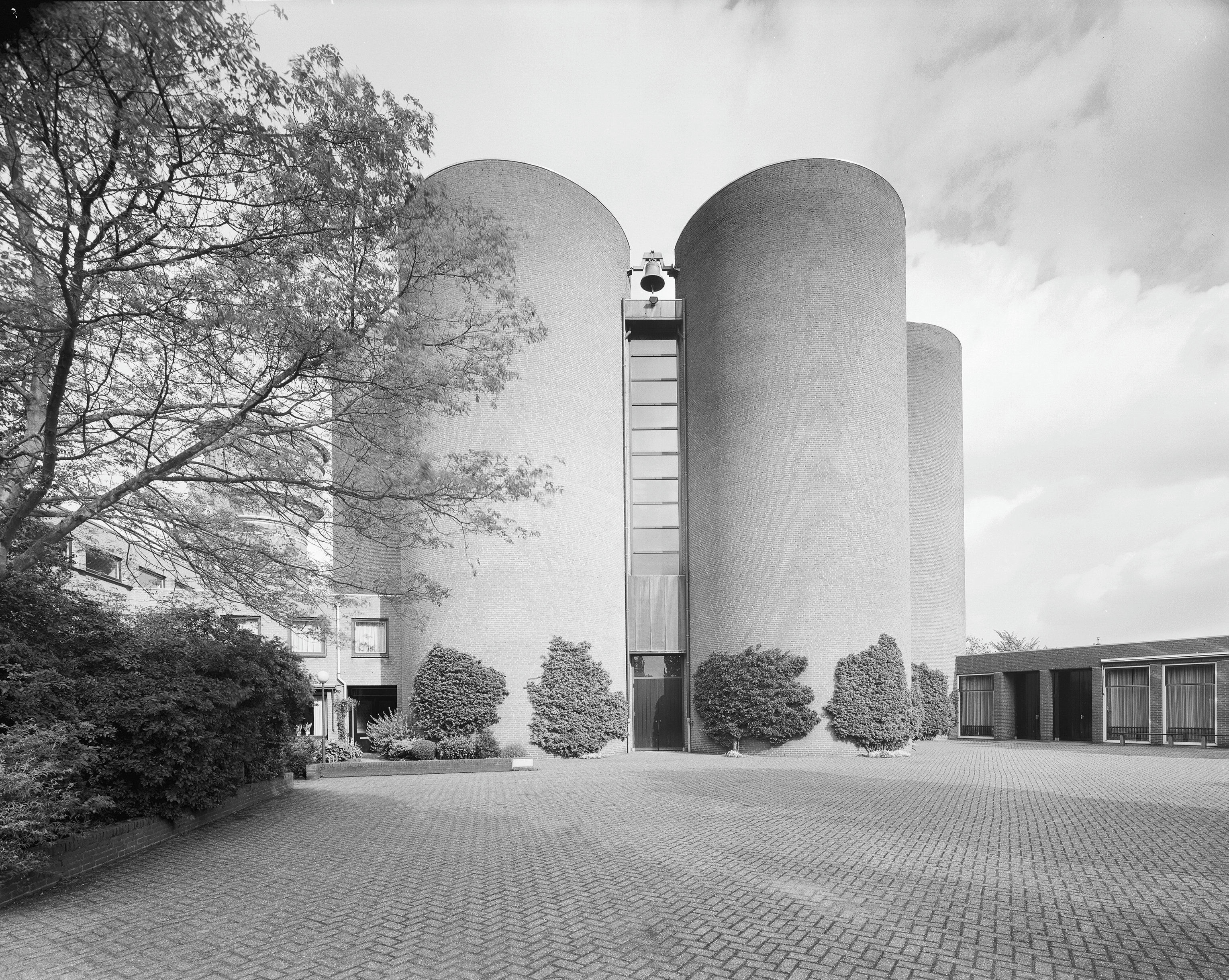
Rehobothkerk (Zeist)

Op den duur specialiseerde Van Hoogevest zich in het restaureren van monumentale, historische gebouwen, zoals de Sint-Servaaskerk in Maastricht.